# Margrit Roelli
Margrit Roelli (* 3. Oktober 1909 in Basel; † Juli 2007 in Zürich) war eine Schweizer Illustratorin, Autorin, Malerin und Textilkünstlerin. Ihr Werk umfasst Kinderbücher, Buchgestaltung, Collagen, Illustrationen, Malerei, Mischtechnik, Tapisserie und Textilkunst.

## Leben und Werk
(Anna) Margrit Roelli, geborene Hubacher, absolvierte eine Lehre zur Stickerin. Anschliessend besuchte sie die Allgemeine Gewerbeschule Basel. Dort beschäftigte sie sich vorwiegend mit der Grafik, später mit der Malerei und schliesslich mit Collagen. Ihre erste Anstellung fand sie in der Weberei Sarasin, wo sie während drei Jahren Muster für Seidenbänder entwarf. Danach dekorierte sie die Schaufenster bei Musik Hug. Nach ihrer Scheidung zog sie nach Zürich, wo sie Hans Roelli kennen lernte und diesen 1941 heiratete.
In Zürich begann Margrit Roelli Kinderbücher zu schreiben und zu gestaltete. Zudem gestaltete sie die Bucheinbände ihres Mannes. Auch entwarf sie Karten für Unicef und Pro Infirmis. Im Auftrag des Kantons Zürich vermittelte Margrit Roelli während elf Semestern und mit grossem Erfolg Kenntnisse im kreativen Gestalten in der Freizeit. In der Folge erhielt sie Aufträge für weitere Kurse von zahlreichen Gemeinden. Von 1959 bis 1967 war Margrit Roelli Mitglied der Schweizerischen Gesellschaft Bildender Künstlerinnen. Ihre Wandteppiche und Collagen hängen in vielen Privathäusern, Gemeinschaftsräumen, Kirchen, Heimen und Schulen.
Als Hans Roelli 1962 verstarb, zog Margrit Roelli von der Forch in die Zürcher Altstadt. 2002 wurde in Zürich die «Hans-und-Margrit-Roelli-Stiftung» zur Verbreitung des Werks von Hans und Margrit Roelli geschaffen.